# Kaufman Assessment Battery for Children
Kaufman Assessment Battery for Children, kurz K-ABC, ist ein auf theoretischer Grundlage basierender, individuell anwendbarer Intelligenztest zur Messung kognitiver Fähigkeiten bei Kindern und Jugendlichen von 3 bis 18 Jahren. Die repräsentativen Normen jeder Altersgruppe basieren auf erhobenen Daten aus Deutschland, Österreich und der Schweiz.

## Geschichte
Entwickelt wurde die Kaufman Assessment Battery for Children in den Jahren 1978 bis 1979 von den Psychologen Nadeen L. Kaufman und Alan S. Kaufman in den USA. Beide sind ehemalige Mitarbeiter von David Wechsler. Die deutschsprachige Fassung stammt von P. Melchers und U. Preuß.
Die Originalversion der K-ABC bestand aus 16 Untertests für Kinder von 2,5 bis 12,5 Jahren. Da die Eichung einschlägiger Verfahren entsprechend der Forderung der DIN 33430 spätestens alle acht Jahre hinsichtlich ihrer Aktualität überprüft werden soll, erschien 2004 mit der KABC-II eine weiterentwickelte Version des Testverfahrens.
Ende 2014 folgte eine neu normierte deutsche Version der KABC-II.
Zudem entwickelten die Kaufmans den Test Kaufman-Test zur Intelligenzmessung für Jugendliche und Erwachsene, mit dem die Intelligenz bei Jugendlichen und Erwachsenen gemessen werden konnte.

## KABC – Originalversion
Die Originalversion der K-ABC bestand aus 16 Untertests, die den jeweiligen Altersgruppen von 2,5 bis 12,5 Jahren zugeordnet und in drei Skalen eingeordnet wurden: drei Untertests der Skala einzelheitlichen Denkens (SED), sieben der Skala ganzheitlichen Denkens (SGD) und sechs Untertests der Fertigkeitenskala. Die Werte von SED und SGD werden gemittelt und ergeben eine Maßzahl für die intellektuellen Fähigkeiten des Kindes, die dem Mittelmaß der Fertigkeiten gegenübergestellt wird. Durch diese Teilung lassen sich Werte für Cattells zwei-Faktoren-Theorie ermitteln, die die Intelligenz in fluide und kristalline Intelligenz unterteilt. Die Skalen haben einen Mittelwert von 100 und ein Standardabweichung von 15. So lässt sich der Wert für „intellektuelle Fähigkeiten“ dem Intelligenzquotienten gleichsetzen.
Die nonverbalen Tests lassen sich in eine weitere Skala einordnen. Damit lässt sich die Intelligenz von Kindern ermitteln, bei denen es aus unterschiedlichen Gründen sinnvoll ist, sprachliche Werte weniger stark zu beachten.
Es gibt jedoch auch ein Abbruchkriterium bei den Tests: Sinkt die Leistung des Probanden unter ein vorgegebenes Niveau, wird der Untertest nicht weiterbearbeitet.

## KABC-II – Nachfolgeversion
Da nach Alan Kaufman die Kinder „jedes Jahrzehnt(s) [...] messbar intelligenter“ werden, erschien 2004 mit der KABC-II eine überarbeitete Version des Testverfahrens mit folgenden Änderungen:
- Erweiterter Altersbereich auf 3 bis 18 Jahre
- Entwicklung zusätzlicher Skalen
- Erweiterung der zwei Fähigkeitsbereiche der sequentiellen [Sequential/Gsm] und der simultanen [Simultaneous/Gv] Verarbeitung mit der Untersuchung praktischer Fertigkeiten wie Lernfähigkeit [Learning/Glr] und Planungsfähigkeit [Planning/Gf]

Die KABC-II basiert wie ihre Vorgängerversion auf theoretischen Grundlagen. Der Unterschied liegt im konzeptuellen Umfang und der Testkonstruktion. Während die K-ABC auf den zwei Fähigkeitsbereichen der sequentiellen und simultanen Verarbeitungen beruht, basiert die KABC-II auf einer dualen theoretischen Fundament: der psychometrischen CHC-Theorie mit fluidem/kristallinen Fähigkeitsmodell und der Theorie Lurias über neuropsychologische Verarbeitungsprozesse.
Die Reliabilitätskoeffizienten der einzelnen Skalen liegen zwischen 88 und 97, die Gesamtskala zwischen 94 und 98. Die Reliabilitätsmaße der Untertests für unter 6-Jährige befinden sich als split-half und Konsistenzkoeffizienten zwischen 70 und 97, bei den 7- bis 18-Jährigen zwischen 78 und 97. Bei den nonverbalen Skalen errechnete man einen Koeffizienten von 90 bis 95.

## KABC-II – Aufbau
Die KABC-II Skalen und die Untertests beinhalten folgende Aufgaben: 

### Simultane Verarbeitung/Gv
- Dreiecke
- Wiedererkennen von Gesichtern
- Muster ergänzen (Altersbereich 5 bis 6)
- Bausteine zählen
- Geschichten ergänzen (Altersbereich 5 bis 6)
- Konzeptbildung
- Rover
- Gestaltschließen

### Sequential/Mobil
- Wortreihe
- Zahlen nachsprechen
- Handbewegungen

### Planung/Gf
- Muster ergänzen (Altersbereich 7 bis 18)
- Geschichten ergänzen (Altersbereich 7 bis 18)

### Lernen/Glr
- Atlantis
- Atlantis Abruf nach Intervall
- Symbole
- Symbole Abruf nach Intervall

### Wissen/Gc
- Rätsel
- Wortschatz
- Wort- und Sachwissen

## KABC-II – Charakteristika
Die KABC-II hat folgende Charakteristiken und Vorzüge:
- Die KABC-II deckt einen umfassenden Bereich von Fähigkeiten, u. a. der sequentiellen und simultanen Verarbeitung, dem Lernen, dem Problemlösen und kristalliner Fähigkeiten ab, die für das Verständnis der Kinder mit Lernschwierigkeiten oder psychologischen Problemen wichtig sind.
- Der Tester kann zwischen den Modellen CHC und Luria wählen.
- Bei der Erfassung der kognitiven Fähigkeiten sind die Unterschiede in den Testwerten der verschiedenen ethnischen und kulturellen Gruppen so gering, dass zuverlässige Testergebnisse für Kinder und Jugendliche unterschiedlicher Herkunft gemessen werden können.
- Der Testanwender bestimmt selbst, ob er die Tests mit einem Kind durchführt oder vorzeitig abbricht. Dies ist wichtig, wenn angenommen wird, dass die Tests keine validen Indikatoren der Leistungsfähigkeit, wie z. B. bei Sprachproblemen, sind.
- Die nonverbale Skala erlaubt faire Diagnostik von Kindern mit eingeschränktem Hörvermögen, schweren Sprachstörungen, begrenzten Deutschkenntnissen o. Ä.
- Die Tests sind in Kern- und Zusatztests aufgeteilt, was zeitsparend ist. Denn während die Kerntests Testwerte für alle Skalen und den Gesamttest liefern, lassen die zusätzlichen Untertests eine weitere Untersuchung der Fähigkeiten und Prozesse zu.
- Bei jedem Untertest werden die qualitative Kriterien im Protokollbogen aufgeführt, sodass der Tester sich seine Beobachtungen jederzeit notieren kann.
- Zur Analyse der Stärken und Schwächen nutzt man die Skalenwerte und nicht Untertestwerte, da diese zuverlässiger und robuster sind.

## KABC-II – Einsatzbereich
Die Kaufmann Assessment Battery for Children – Second Edition (KABC-II) kann in der Schulpsychologie, Klinischen Psychologie sowie in der Bildungs- und Berufsberatung folgendermaßen eingesetzt werden:
- zur ausbildungs- und berufsbezogene Eignungsdiagnostik
- zur ausbildungs- und berufsbezogenen Rehabilitationsdiagnostik
- zur Entwicklungsdiagnostik im frühen Kindesalter
- zur neuropsychologischen Diagnostik (Teilleistungsstörungsdiagnostik)

Die nonverbale Skala erweitert die Einsatzmöglichkeiten, da das Verfahren auch zur validen Beurteilung der Leistungsfähigkeit bei Testpersonen mit eingeschränkten Deutschkenntnissen, schweren Sprachstörungen, begrenztem Hörvermögen o. Ä. angewendet werden kann.
Abhängig vom gewählten Testmodell und dem Alter der Testperson dauert ein Test zwischen 30 und 75 Minuten.